# Sahar Saleem
Sahar Saleem (arabisch سحر سليم, DMG Saḥar Salīm) ist eine ägyptische Radiologin. Sie lehrt Radiologie an der Universität Kairo, wo sie sich auf den Einsatz von Radiologie zur Untersuchung von Mumien spezialisiert hat. Sie entdeckte die Messerwunde im Hals von Ramses III., die höchstwahrscheinlich die Todesursache war.

## Forschung
Durch die Nutzung von Computertomographie konnte Saleem im Auftrag von Zahi Hawass am 6. Jänner 2005 die Todesursache des Pharao Tutanchamun bestimmen.

## Publikation (Auswahl)
- Hawass, Z., Ismail, S., Selim, A., Saleem, S. N., Fathalla, D., Wasef, S., ... & Gostner, P. (2012). Revisiting the harem conspiracy and death of Ramesses III: anthropological, forensic, radiological, and genetic study. British Medical Journal, 345, e8268.
- Sahar N. Saleem, Zahi Hawass (2021). Digital Unwrapping of the Mummy of King Amenhotep I (1525–1504 BC) Using CT